# Attack of the Gryphon
Pour plus de détails, voir Fiche technique et Distribution.
Attack of the Gryphon  ou L'Attaque du griffon au Québec, est un téléfilm fantastique américain réalisé par Andrew Prowse (en), écrit par Sean Keller, produit par Kenneth M. Badish, et diffusé le 27 janvier 2007 sur Sci Fi Channel, puis est sorti en direct-to-video en France le 23 septembre 2009.
Le film raconte l'histoire de Seth interprété par Jonathan LaPaglia, qui joue le rôle du prince de Delphi qui tue le prince de Lockland. Contre l'avis de sa fille Amelia (Amber Benson), le roi Phillip de Lockland (Adrian Pintea (en)) ordonne à son sorcier Armand (Larry Drake) de réanimer un gryphon.
Le téléfilm poursuit la tradition des films de science-fiction avec des monstres animés par ordinateur pour la chaine de télévision Syfy depuis sa création en 2002. Il s'agit de Sabretooth (2002), Rottweiler (2004), Mansquito (en) (2005), Hammerhead: Shark Frenzy (2005), Pterodactyl (2005), Minotaur (en) (2006) et Mammoth (2006).

## Synopsis
Au IVe siècle, dans une terre mythique, deux princes nommés Lock et Delphus se battent pour le trône de leur père. Lorsque Lock tue Delphus dans un combat singulier, le Royaume de Vallon de leur père se déchira en deux nations rivales, Lockland et Delphi. 
Le film commence au moment où le descendant de Lock est tué par Seth (Jonathan LaPaglia), le descendant de Delphus qui assiège le château de Lockland. Lorsque le château est assiégé par le prince héritier des Delphites, contre l'avis de sa fille Amelia (Amber Benson), le roi Phillip de Lockland (Adrian Pintea (en)) dans l’espoir de briser le siège, ordonne à son sorcier Armand (Larry Drake) de réanimer la statue de pierre d'un gryphon, une bête volante qui est le totem de Lockland. 
Le gryphon attaque les Delphites et brise le siège, mais Armand trahit son roi et attaque les Locklanders dans un coup. Armand subit les effets physiques de toute attaque contre le gryphon, mais ses blessures se régénèrent immédiatement.
Ayant hérité du don magique de visions de ses parents, le prince Seth de Delphi est informé par sa mère Cassandra (Sarah Douglas) qu'il doit chercher une lance, la seule arme qui peut tuer le Griffon. 
Sa mère précise qu'il doit récupérer les deux moitiés de la lance et les réunir avant l’éclipse qui se produira dans deux semaines, avant qu'Armand ne soit en mesure de pratiquer un rituel qui rendra lui-même et la bête immortelle.
Amelia capture Seth et son adjoint, David (Andrew Pleavin), au cours d'un raid nocturne sur leur camp dans un endroit appelé la vallée de la mort. Ils repèrent la lance dans un vieux temple de plusieurs siècles. Ils repoussent une attaque du Griffon au moyen de la poudre noire une variante explosive du feu grégeois, puis s'échappent. 
Armand tente de fomenter la méfiance entre les deux nations rivales en tuant un messager de Locklander et en envoyant son corps au père d'Amelia de Locklande, suggérant que les Delphi vont faire du mal à Amelia. 
Le roi de Lockland réclame son armure et guide son armée pour attaquer les Delphi.
Seth récupère la lame. Seth et David arrivent et se battent contre le sorcier, mais il perd rapidement la lame de la lance. Armand tue David et s'apprête à tuer le Prince de Delphi. 
Au début de l'éclipse, Armand proclame qu'il va bientôt devenir un immortel et que sa progéniture avec Amelia sera le nouveau Titan. 
Armand frappe le prince Seth à ses genoux, mais Armand est incapable de livrer le  coup de grâce  parce que l’esprit de la reine Delphi protège son fils. Le sorcier appelle le Griffon contre le prince, à qui la princesse Amelia donne la lance. Seth va jeter la lance contre Armand, mais au lieu de cela, il saute sur un rocher et se tourne juste à temps pour empaler la lance dans le Griffon. Le Griffon se transforme en pierre et se brise en tombant au sol, tandis que le sorcier se dissout dans une mare de sang.
Les armées de Lockland et de Delphi se réjouissent de leur délivrance, acclamant Amelia et Seth, et soulèvent la lance symbolisant les retrouvailles des deux royaumes du Vallon. À pleine voix, Amelia proclame que la malédiction de guerre a été levée.

## Fiche technique
- Titre original : Attack of the Gryphon
- Titre québécois : L'Attaque du griffon
- Réalisation : Andrew Prowse (en)
- Scénario : Sean Keller
- Photographie : Viorel Sergovici
- Musique : John Dickson
- Direction artistique : Vlad Roseanu
- Décors : Loana Corciova
- Costumes : Eli Calin
- Montage : John Lafferty
- Producteur : Kenneth M. Badish
- Société de production : Active Entertainment et Nu Image Films
- Société de distribution : 
  -  États-Unis : Sony Pictures Home Entertainment
  -  France : Metropolitan video
- Genre : Fantastique
- Format : Couleurs - 1.85 : 1 - 35 mm - son Dolby Digital
- Pays d'origine :  États-Unis
- Langue : Anglais
- Durée : 90 minutes
- Année de production : 2006
- Dates de sortie : 
  -  États-Unis : 27 janvier 2007
  -  France : 23 septembre 2009 (DVD)

## Distribution
- Jonathan LaPaglia : Seth, Prince de Delphi
- Larry Drake : sorcier Armand
- Amber Benson : princesse Amelia de Lockland
- Andrew Pleavin : David
- Douglas Roberts (en) : général Gorwin
- Ashley Artus : Gerard
- Sarah Douglas : Reine Cassandra de Delphi
- Amy Gillespie : Daphné
- Simone Levin : Kyra
- Adrian Pintea (en) : roi Phillip de Lockland
- Stephan Velniciuc : général Orina
- Ciprian Dumitrascu : Lock
- Vlad Jacob : Delphus
- Radu Andrei Micu : Sir Patrick de Delphi

## Production
Le film a été tourné en anglais aux studios MediaPro, à Bucarest en Roumanie.

## Critique et réception
La review aggregator Rotten Tomatoes rapporte le résultat de 67 critiques donnant au film une critique négative par une note moyenne de 2,2 /5.